# Riccardo Mantani
Riccardo Mantani Renzi (Morciano di Romagna, 19 gennaio 1930 – Riccione, 2 marzo 2013) è stato un attore teatrale e doppiatore italiano.

## Biografia
Nato a Morciano, a 5 anni si trasferisce a Riccione e inizia presto a studiare recitazione.
Ha lavorato come doppiatore per molti film e serie televisive. È stato anche un attore teatrale, infatti fece parte del Teatro dei Filodrammatici di Milano ed è stato protagonista di numerose rappresentazioni. 
È morto il 2 marzo 2013 all'età di 83 anni.

## Doppiaggio

### Cinema
- Nino Camarda ne Il bell'Antonio

### Cartoni animati
- Maestro in Siamo fatti così
- Capovillaggio in Dragon Ball
- Giovanni Kazuki in Magica, magica Emi
- Bisnonno Bazzettini  in Forza campioni
- Nonno Sam in Kiss Me Licia

### Serie TV
- Sante Calogero in Love me Licia, Licia dolce Licia, Teneramente Licia e Balliamo e cantiamo con Licia
- Fred Stuthman in Hello, Larry
- Gerald S. O'Loughlin in Automan